# Кизинг, Роджер
Роджер Мартин Кизинг (англ. Roger Martin Keesing; 16 мая 1935 — 7 мая 1993) — американский лингвист и антрополог. Наиболее известен своими полевыми исследованиями народа квайо острова Малаита (Соломоновы Острова), а также его работами на такие темы как родство, религия, политика, история, когнитивная антропология и язык. Кизинг внёс большой вклад в антропологию.

## Биография
Сын антропологов Феликса Кизинга, интересующегося южной частью Тихого океана, и Мари Маргарета Кизинга, также антрополога Тихого океана.
Учился в Стэнфорде и Гарварде и начал работать в 1965 году в Калифорнийском университете в Санта-Крус. В 1974 году стал профессором Института перспективных исследований Австралийского национального университета (Канберра), а с 1976 года возглавил кафедру антропологии. В 1990 году Роджер перешёл работать в Макгиллский университет (Монреаль).
В 1974 году Кизинг написал знаменитую статью, одну из около сотни опубликованных за его карьеру, в которой он определяет и конкретизирует взгляд на культуру, вдохновлённый лингвистикой и марксистским мышлением. Он также написал несколько книг и, возможно, наиболее известен среди студентов-антропологов как автор книги «Культурная антропология: современная перспектива» (англ. Cultural Anthropology: A Contemporary Perspective), которая считается одной из самых авторитетных общих вводных работ по этой теме. Она была основана на книге, первоначально написанной его отцом, и в течение многих лет подвергалась тщательной переработке, начиная с обновлённого издания оригинала в 1971 году и продолжая полным переписыванием в 1976 году с последующим пересмотром в 1981 году. После смерти Кизинга эту задачу взял на себя доктор Эндрю Стратерн, и книга продолжила оставаться популярной.
В 1989 году Кизинг работал в тесном сотрудничестве с автором над переводом автобиографии Джонатана Фиифии «От кражи свиней до парламента: моя жизнь между двумя мирами» (англ. From Pig-Theft to Parliament: My Life between Two Worlds), в которой рассказывалось о его продвижении от бедной жизни до движения Маасина Руру и его карьеры в качестве политика.
Внезапно умер от сердечного приступа на танцевальном и приёмном вечере Канадского антропологического общества в 1993 году. Его прах был перенесён на Соломоновы Острова, где семьи его соратников из племени Квайо придали ему статус андало, или духа предков.

## Некоторые публикации
- Kwaio descent groups. University of California, 1966.
- New Perspectives in Cultural Anthropology. Holt, Rineheart and Winston, 1971 (co-authored with Felix M. Keesing). ISBN 0-03-085486-5.
- Paradigms lost: The new ethnography and the new linguistics. Bobbs-Merrill, 1972.
- Kin Groups and Social Structure. Holt, Rinehart and Winston, 1975. Rpt. Thomson Learning, 1985. ISBN 0-03-012846-3.
- Kwaio dictionary. Australian National University, 1975. ISBN 0-85883-120-1 0-85883-120-1.
- Explorations in role analysis. P. De Ridder, 1975.
- Cultural Anthropology: A Contemporary Perspective. Holt, Rinehart and Winston, 1976. 2nd ed. CBS College Publishing, 1981. ISBN 0-03-046296-7. 3rd ed. Wadsworth, 1997 (edited by Andrew Strathern). ISBN 0-03-047582-1.
- Elota’s Story: The Life and Times of a Solomon Islands Big Man. St. Martin’s Press; University of Queensland Press, 1978. Rpt. Thomson Learning, 1983. ISBN 0-03-062897-0.
- Lightning Meets the West Wind: Malaita Massacre. OUP Australia and New Zealand, 1980 (co-authored with Peter Corris). ISBN 0-19-554223-1.
- Kwaio Religion. Columbia University Press, 1982. ISBN 0-231-05341-X.
- Melanesian Pidgin and the Oceanic Substrate. Stanford University Press, 1988. ISBN 0-8047-1450-9.
- Custom and Confrontation: Kwaio Struggle for Cultural Autonomy. University of Chicago Press, 1992. ISBN 0-226-42919-9 (твёрдая обложка). ISBN 0-226-42920-2 (мягкая обложка).